# Podkraj, Ig
Podkraj este o localitate din comuna Ig, Slovenia, cu o populație de 128 de locuitori.